# بوستان ملت (رشت)
بوستان ملت یک پارک شهری در کلان‌شهر رشت در استان گیلان است. این بوستان قدیمی که با نام سیا باغ شناخته می‌شد پس از باغ محتشم بزرگترین پارک رشت به شمار می‌رود که پس از بازسازی و طراحی در سال ۱۳۷۸ به عنوان بوستان ملت افتتاح گردید.

## امکانات
- ساعت آفتابی آنالماتیک:
در سال ۱۳۸۱ نخستین ساعت آفتابی آنالماتیک ایران که به شکل کتاب و قلم است در این پارک نصب شد.[۶]
- آبنمای موزیکال:
در فضای ۵،۵۰۰ مترمربعی در داخل برکه قرار دارد و با موسیقی‌ای که پخش می‌شود فواره‌ها هماهنگ با نت موسیقی عمل می‌کنند.[۷]
- آکواریوم:
با حدود ۶۸۰ نوع ماهی و ۲۸ نوع خرچنگ[۸]
- زمین‌های ورزشی:
فوتبال، والیبال، بسکتبال،  میزهای تنیس، سالن سرپوشیده ویژه بانوان و انواع وسایل‌های ورزشی عمومی [۹]
- خانه گردشگری:
در سمت چپ ورودی پارک یک خانه سنتی روستایی بسیار زیبا ساخته شده که به عنوان مرکز اطلاع‌رسانی گردشگران از آن استفاده می‌شود.[۱۰]
- کمپینگ مسافران:
با داشتن حدود ۱۰۰ سکوی چادر
- سینما ۶ بعدی
- وسایل بازی کودکان
- نمازخانه
- سرویس بهداشتی
- کافه
- پارکینگ
- کتابخانه
- یادمان شهدای گمنام[۱۱][۱۲]

## نگارخانه

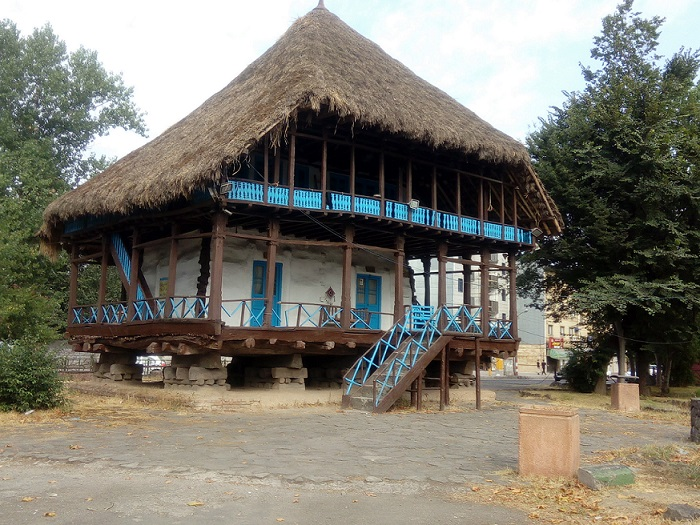
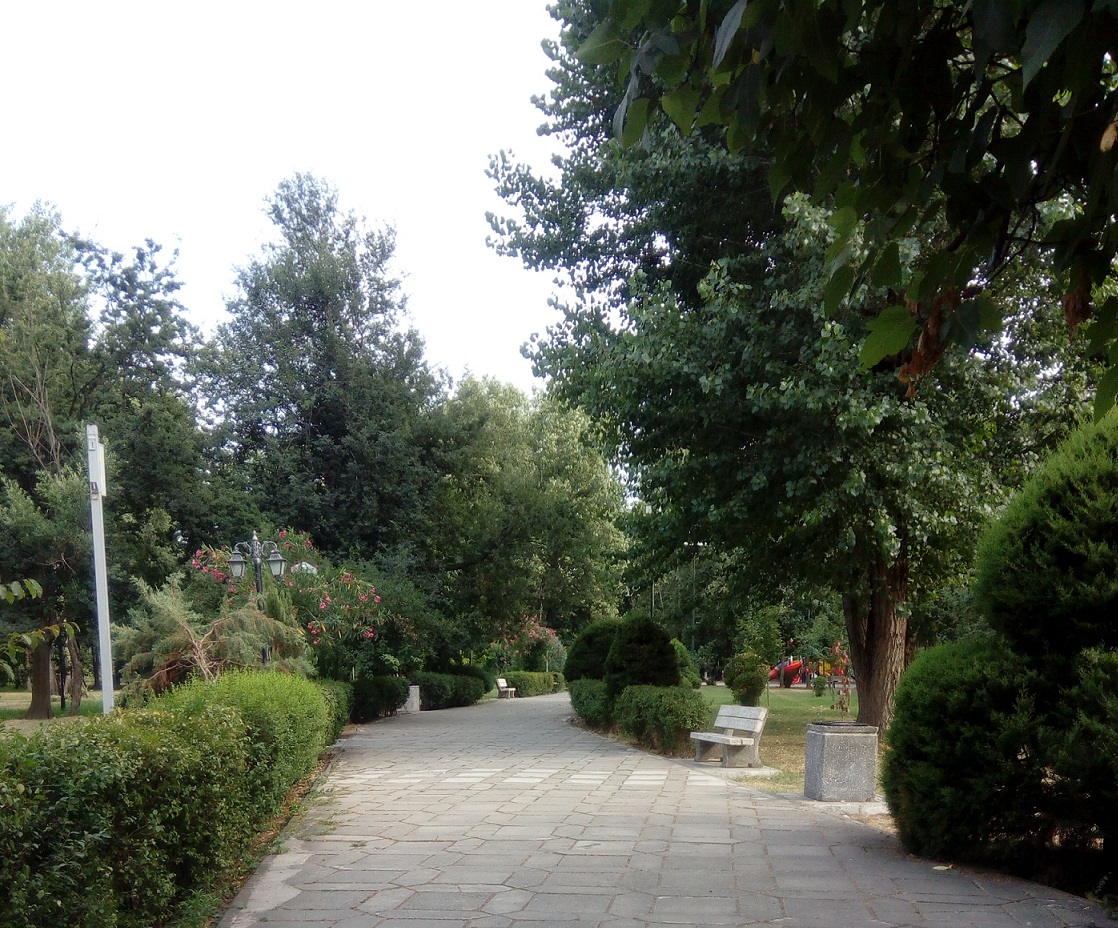
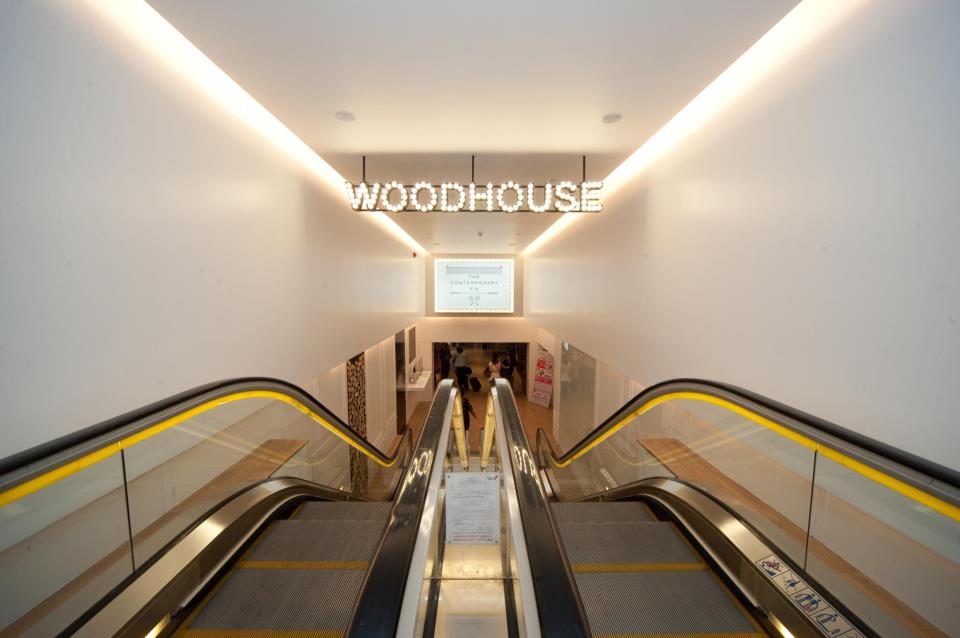